# Эль-Али (метеорит)
Метеорит Эль-Али (также известный как Сумеречный) представляет собой метеорит весом 16 800 кг, который был известен местному населению в Сомали на протяжении нескольких поколений, но впервые научно идентифицирован в 2020 году.

## Открытие и идентификация
Эль-Али был найден в известняковой долине в 15 км к северу от Эль-Али в точке GPS 4°17,281' северной широты, 44°53,893' восточной долготы в сентябре 2020 года. Местные скотоводы знали о камне от пяти до семи поколений, и он фигурировал в песнях, фольклоре, танцах и стихах. Метеорит был доведён до сведения международной общественности сотрудниками компании Kureym Mining and Rocks, занимавшейся разведкой опалов в этом районе. Они идентифицировали камень и начали перевозить его в Могадишо, прежде чем вмешалось правительство Сомали.
Это железный метеорит типа IAB.

## Минеральная идентификация
В 2022 году ученые из Университета Альберты идентифицировали элалиит и элькинстантонит в 70-граммовом куске метеорита. Минералы были идентифицированы Эндрю Лококом, руководителем университетской лаборатории электронной микроскопии.
Искусственно синтезированные версии обоих минералов были произведены во французской лаборатории в 1980-х годах, но их нельзя было классифицировать как минерал, пока они не были обнаружены в природе.

## Доставка в Китай
Судьба метеорита неясна, поскольку он был отправлен в Китай предположительно для продажи.